# بريان توماس
بريان توماس (بالإنجليزية: Bryan Thomas)‏ هو لاعب كرة قدم أمريكية أمريكي، ولد في 7 يونيو 1979 في برمنغهام في الولايات المتحدة.

## وصلات خارجية
- بريان توماس على موقع مرجع كرة القدم المحترفة.كوم (الإنجليزية)